# Saint-Pardoux (Haute-Vienne)
Saint-Pardoux is een plaats en voormalige gemeente in het Franse departement Haute-Vienne (regio Nouvelle-Aquitaine) en telt 466 inwoners (1999). De plaats maakt deel uit van het arrondissement Bellac. Dichtstbijzijnde grote stad is Limoges. Saint-Pardoux is op 1 januari 2019 gefuseerd met de gemeenten Roussac en Saint-Symphorien-sur-Couze tot de gemeente Saint-Pardoux-le-Lac. 

## Geografie
De oppervlakte van Saint-Pardoux bedraagt 23,0 km², de bevolkingsdichtheid is 20,3 inwoners per km².
Vooral bekend door het meer van St. Pardoux waar veel recreatie-mogelijkheden zijn.
De onderstaande kaart toont de ligging van Saint-Pardoux (Haute-Vienne) met de belangrijkste infrastructuur en aangrenzende gemeenten.

## Demografie
Onderstaande figuur toont het verloop van het inwonertal (bron: INSEE-tellingen).